# 小竹豊治

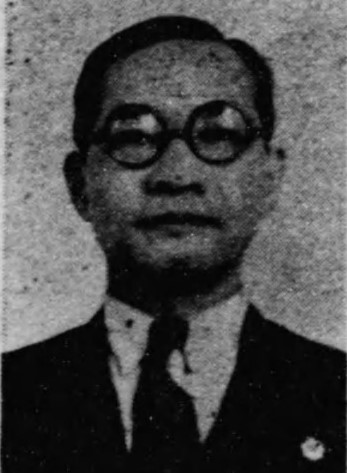
小竹豊治

小竹 豊治（こたけ とよじ、1906年12月30日 - 1990年2月11日）は日本の経済学者。証券経済論。

## 経歴
- 1906年、富山県富山市出身。
- 1931年、慶應義塾大学経済学部卒業。
- 東京証券取引所調査課　南満州鉄道東亜調査局などを経て第二次大戦後　大蔵省理財局嘱託。
- 1947年、衆議院予算委員会専門員。
- 1958年、慶應義塾大学商学部専任講師。
- 1964年、同教授（1972年まで）
- 千葉商科大学教授。
- 1977年、勲三洋瑞宝章受章[1]

## 主要著書
- 共著『予算』（有斐閣、1955年）
- 監訳レフラー『株式市場』（ダイヤモンド社、1956年）
- 単著『アメリカの場外証券市場』（大和証券、1958年）
- 翻訳合衆国上院議会報告書『株式市場の変動要因』（日本評論社、1963年）
- 単著『証券市場論』（全国地方銀行協会、1967年）
- 共著『証券金融の諸問題』（丸善、1969年）